# Hugo II Logothetti
Hugo II Logothetti (Cluj-Napoca, 2 ottobre 1852 – Teheran, 3 agosto 1918) è stato un diplomatico e politico austriaco.

## Biografia

### La famiglia

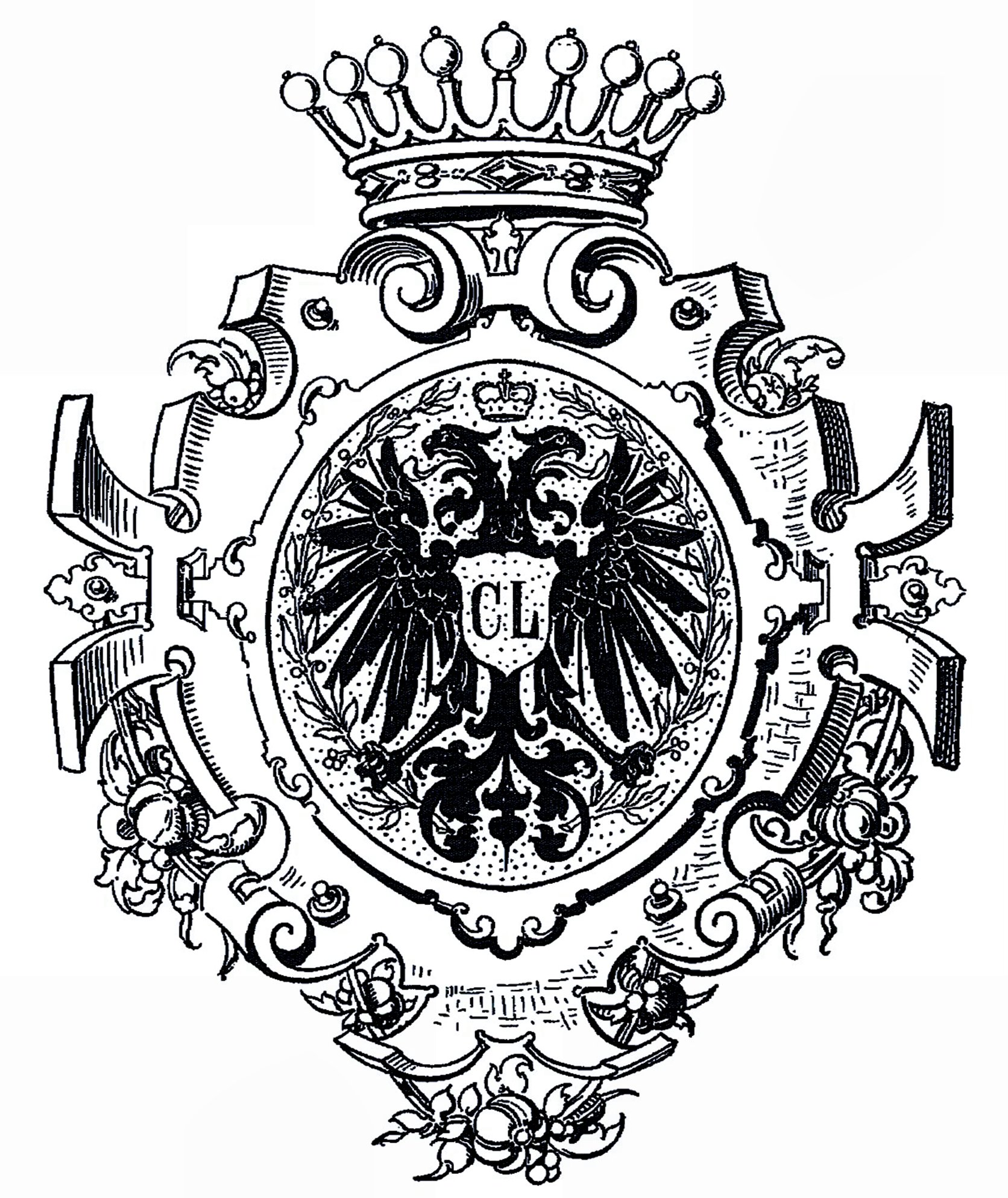
Stemma della famiglia Logothetti

Hugo, conte Logothetti discendeva da un'antica famiglia nobile di origini bizantine, i cui capostipiti furono i discendenti dell'imperatore d'oriente Niceforo I, fuggiti da Costantinopoli dopo che questa venne occupata dai turchi nel 1453 e rifugiatasi sull'isola greca di Zante; un membro della famiglia vissuto nel XVIII secolo, il conte Giacomo (1741-1802) si stabilì nel principato di Moldavia e con l'annessione della Bucovina divenne cittadino austriaco, legittimando il suo titolo del patriziato veneziano nella nobiltà austriaca e come capitale della sua contea venne posta Czernowitz.
Il nonno di Hugo, il conte Hugo I Logothetti (1801-1861) sposò la baronessa Pauline Bartenstein, diretta discendente del cancelliere di Maria Teresa, barone Johann Christoph von Bartenstein, ricevendo in dote due castelli in Moravia; fu inoltre conosciuto come mecenate del pittore boemo Josef Mánes (1820-1871), commissionandogli tra gli altri il ritratto della quindicenne Veruna Cudova, la sua amante.

### I primi anni
Hugo II nacque a Klausenburg il 2 ottobre 1852, dove suo padre il conte Vladimir Logothetti era ufficiale; essendo sua madre una contessa Nemes de Hidveg, discendente dell'antica nobiltà transilvana, Hugo fu battezzato nella chiesa cattolica di Klausenburg. Dopo le scuole frequentate in Moravia, Hugo II entrò nel 54 Reggimento di Linea ad Olomouc come volontario, ma dovette presto ritirarsi a causa della salute cagionevole. Studiò a Vienna presso l'Accademia Orientale fondata dall'imperatrice Maria Teresa, un tipo di accademia diplomatica; Logothetti imparò l'arabo, il persiano ed il turco ed incominciò la sua carriera diplomatica presso la legazione austriaca a Costantinopoli.

### L'inizio della carriera diplomatica
Dal 1877 al 1880 fu viceconsole a Costantinopoli, dal 1880 al 1882 console ad Alessandria d'Egitto e successivamente a Porto Said; dal 1883 fu addetto a Costantinopoli, ottenendo la carica di ambasciatore nel 1886, succedendo a suo suocero il barone Julius Zwiedinek von Sudenhorst (1833-1918). Nel 1886 sposò Frieda Barbara, baronessa Zwiedinek von Sudenhorst (1866-1945); nel 1889 fu nominato giudice al tribunale internazionale di Alessandria d'Egitto; tra il 1899 e il 1912 ricoprì gli incarichi di console a Barcellona, Milano, Amburgo e Tunisi.

### L'apice e gli ultimi anni

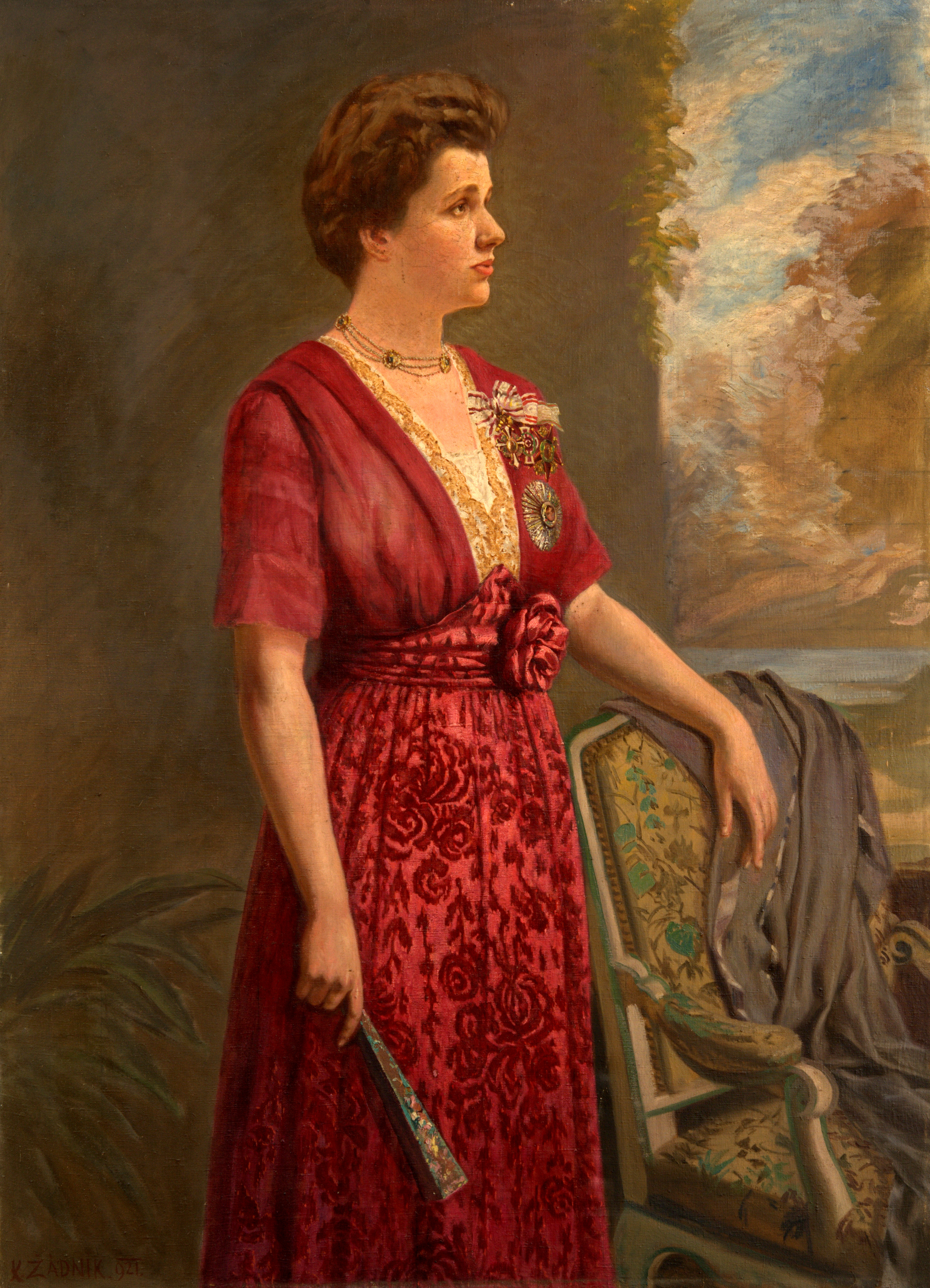
la contessa Frieda Logothetti nata baronessa Zwiedinek di Südenhorst

Nel 1912 il conte Leopold Berchtold nominò Logothetti plenipotenziario straordinario a Teheran per cercare di assicurarsi la benevola neutralità della Persia contro la Russia e la Gran Bretagna; all'inizio della prima guerra mondiale Logothetti fu arrestato, contro tutti i costumi diplomatici, dai russi che avevano occupato Teheran e venne inviato in Svezia. Nell'aprile 1915 ritornò a Teheran e nel 1916 rimaneva l'unico diplomatico rimasto in Persia. Nel gennaio 1918 il nuovo governo Persiano riuscì a ristabilire la neutralità, anche grazie al ritiro delle truppe russe a causa della rivoluzione d'ottobre e così Logothetti poté lavorare per il riscatto dei prigionieri di origine turcomanna appartenenti all'esercito austroungarico, riuscendo ad inviare parte di essi a Costantinopoli e da qui in Europa. Il 3 agosto 1918 morì per causa sconosciute, probabilmente per avvelenamento da arsenico, e fu sepolto nel cimitero della missione cattolica francese a Teheran.

## Discendenza

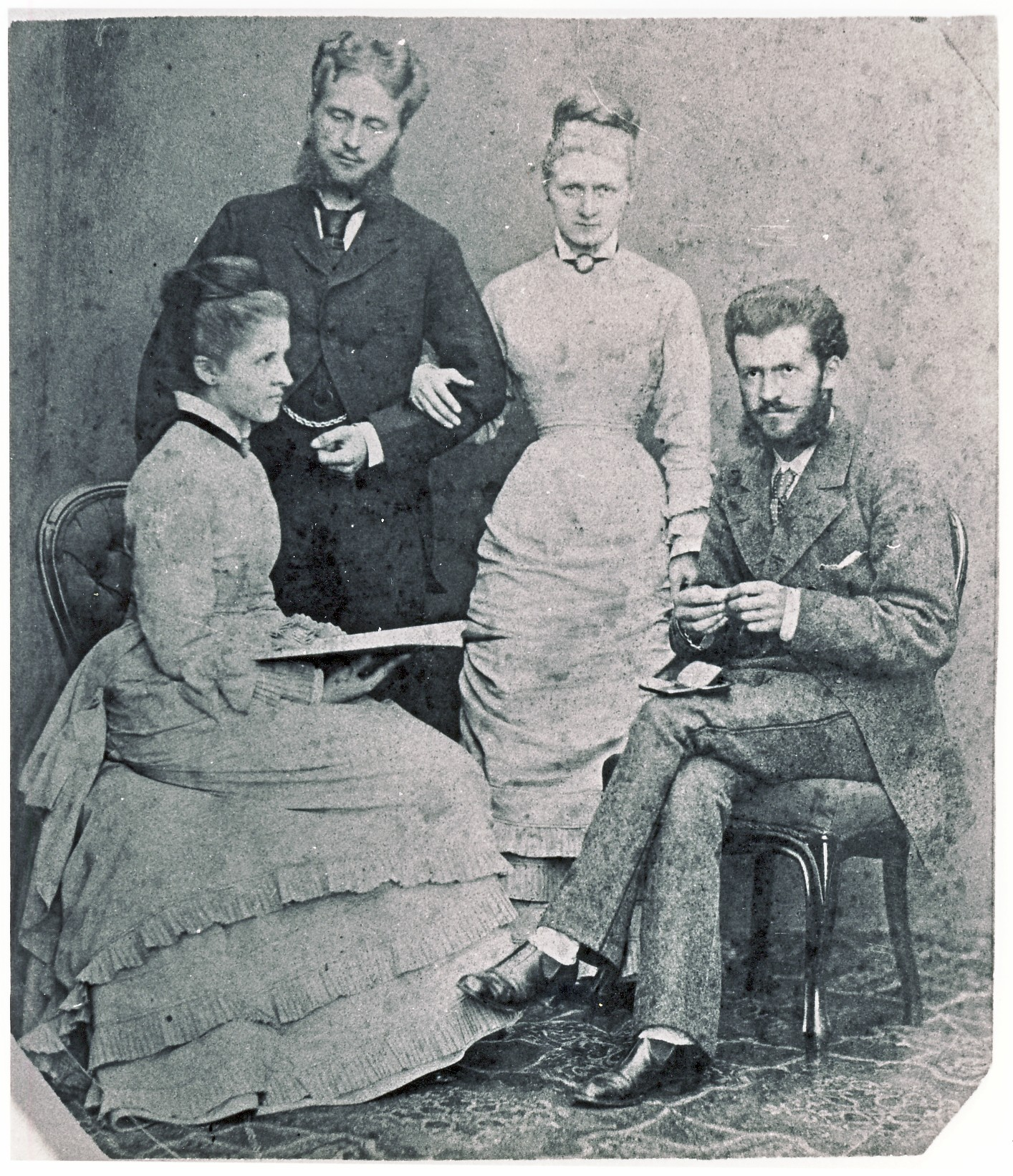
La famiglia Logothetti: da sinistra a destra, Rosa (1856-1941), Hugo II Logothetti (1852-1918), Maria (1859-1929), Alfred (1853-1923). Bilovice, c. 1880

Da sua moglie Frieda ebbe dieci figli, dei quali tre morti durante l'infanzia; la prima figlia contessina Maria-Rose (1888-1976) sposò il diplomatico italiano Giulio Cesare Cavagliere Montagna (1874-1954), la seconda, Carolina (Lola) (1891-1978) sposò il console olandese Willem-Bernard Engelbrecht (1881-1955); Hermine (Meta) sposò il giudice ungherese Géza de Ertsey, mentre la più giovane figlia Carmen l'ingegnere moravo Lothar Schmid. Il primogenito Felix fu capitano di cavalleria e sposò la contessa Stella Barbo-Wexenstein e nel 1942 fu ucciso insieme alla moglie e al figlio Deodat durante uno scontro tra partigiani iugoslavi comunisti e le truppe d'occupazione italiane, nel castello di famiglia di Barbo, Schloss Watzenberg, in Slovenia. Il secondo figlio, Hugo III (1901-1975) fu come il figlio Emanuel funzionario della Repubblica Cecoslovacca.